# モンゴル人の一覧
モンゴル人の一覧（モンゴルじんのいちらん、List of Mongolians）
この項では、歴史上において著名なモンゴル人ならびに、歴代のモンゴル人国家から現代までのモンゴル国出身者を述べる。
※ここでは、民族的に共通点を持つブリヤート人やカルムイク人をはじめとして、世界各地のモンゴル系の人物（ソビエト連邦構成国時代の地域で活躍していた人物らも含む）を併せる形で述べて行く。

## あ行
- 阿玉锡（英語版） - 清王朝時代のジュンガルの将校
- アマラ忍 - キックボクシング選手。K-1に出場している。
- オレグ・アレクセーエフ（英語版） - ブリヤート人レスリング選手。1979年の欧州レスリング選手権（英語版）で金メダルを獲得している。
- トゥーモゥリーン・アルタグ（英語版） - ブフ選手
- ガントゥルギン・アルタンバガナ（英語版） - 柔道家。2018年アジア競技大会で銀メダルを獲得している。
- L.ウルズィートゥグス - 詩人・作家
- ヒシグバット・エルデネットオド - 柔道選手
- ジャルガルトルギーン・エルデネバト - モンゴル国の政治家
- ネルグイン・エンクバット（英語版） - ボクシング選手。1988年ソウルオリンピック出場者。ウランバートル出身
- ポンサルマーギーン・オチルバト - 政治家
- イェスゲン・オユンツェツェグ - ボクシング選手。WBO女子アジア太平洋王者。
- オユンナ - シンガーソングライター。ウランバートル出身
- イリーナ・オロゴノワ（英語版） - ブリヤート系のロシア人レスリング選手

## か行
- マイダルジャヴィン・ガンゾリグ - 科学者。
- ペルジディーン・ゲンデン - モンゴル人民共和国の政治家

## さ行
- ポンツァギーン・ジャスライ - 政治家
- ツェレンジャンカラ・シャラブジャムツ - バスケットボール選手
- ラクバ・シン - ボクシング選手。モンゴル初のプロボクシング世界チャンピオン。
- ドルジスレン・スミヤ - 柔道選手

## た行
- ビャバスレン・ダヴァー（英語版） - 映画プロデューサー。現在はドイツに在住。
- ジャムツィン・ダヴァージャフ（英語版） - レスリング選手。1980年モスクワオリンピックで銀メダルを獲得している。
- ツェンディン・ダムディン（英語版） - 柔道家。1980年モスクワオリンピック銀メダルを獲得、サンボと柔道でモンゴルを代表した存在として知られている
- 張小平（英語版） - アマチュアボクシング選手。モンゴル系ではライトヘビー級を代表する選手である
- 張立鵬（英語版） - 中国の総合格闘家。モンゴル系
- ダムビン・チャグダルジャヴ - 政治家、革命家。
- ハシュバータル・ツァガンバータル - 柔道家
- バルジニマ・ツィレンピロフ（英語版） - アーチェリー選手。ブリヤート人
- ユムジャーギィン・ツェデンバル - モンゴル人民共和国の政治家
- スレンギン・ツォグゲレル - 外交官
- バリンギーン・ツェレンドルジ - 政治家

## な行
- ジャダンバ・ナラントンガラグ - 総合格闘家。「モンゴル中量級最強戦士」の異名を持ち、モンゴル全国K-1大会優勝を3回果たしている。
- ドルジパラム・ナルマンダフ - 柔道家
- ガンクヤグ・ナンディンザヤ（英語版） - 射撃競技の選手。2018年アジア競技大会出場者

## は行
- ナツァギーン・バガバンディ - 政治家。モンゴル国第2代大統領
- バトゥ・ハシコフ（英語版） - キックボクシング選手。カルムイク人である。
- リンチェンギイン・バースボルド（英語版） - 古生物学者。地質学者でもある
- アドゥーチン・バータルクー（英語版） - レスリング選手。1980年モスクワオリンピックに出場
- ツェグメディン・バチュルン（英語版） - チェス選手。「ツェメグド」の通称で呼ばれることがある
- エンクバット・バダルウーガン - ボクシング選手。2008年北京オリンピック金メダリスト。
- セルオド・バトオチル - 陸上競技選手
- ジャムビィン・バトムンフ - 経済学者。モンゴル人民共和国の政治家でもあった
- ヴェリクトン・バラニコフ（英語版） - ブリヤート系のボクシング選手
- オドボギン・バルジニャム - 柔道選手
- オチルバティン・ビルマ（英語版） - レスリング選手。2012年ロンドンオリンピックと2020年東京オリンピックに出場
- ムンフバータル・ブンドゥマー - 柔道選手
- エルデネバティン・ベクバヤル（英語版） - レスリング選手。2015年と2017年の世界選手権で銅メダルを獲得している。
- バットオチリン・ボロゥトゥヤー（英語版） - レスリング選手。レスリング世界選手権銅メダリスト

## ま行
- ガンゾリギイン・マンダフナラン（英語版） - レスリング選手。2010年アジア競技大会で金メダル、レスリングアジア選手権で銀メダル3枚を獲得した実績を持つ
- ラムスレン・ミャグマルスレン（英語版） - チェス選手
- バトクヤギイン・メンゴントゥル（英語版） - チェス選手

## や行
- ベグズィーン・ヤボーホラン - 抒情詩人。翻訳家でもあった。

## ら行
- 李思光（英語版） - 中国出身の地質学者。政治家でもあった
- ビャンビン・リンチェン（英語版） - 作家。現代モンゴル文学の創始者の1人であり、科学者でもあった。
- チャドラーバリーン・ロドイダムバ - 小説家